# Augustinum Hipponensem
Augustinum Hipponensem – list apostolski papieża Jana Pawła II wydany 28 sierpnia 1986 z okazji 1600. rocznicy nawrócenia św. Augustyna.
Papież na wstępie określa ten dokument jako „dziękczynienie Świętemu za dar, jaki uczynił Kościołowi, a przez niego całemu rodzajowi ludzkiemu". Analizując następnie to wydarzenie (rozdział I), przybliża równocześnie postać Augustyna jako genialnego myśliciela, łączącego rozum z wiarą oraz kochającego prawdę, miłość i dobroć (rozdział II). Nawiązuje także do posługiwania biskupiego świętego z Hippony, przedstawiając go jako wiernego sługę Kościoła w czasach sporów między katolicyzmem a donatyzmem oraz manicheizmem (rozdział III). Ukazuje wreszcie aktualność jego nauki w czasach współczesnych, zwłaszcza dla teologów, szukających prawdy i ludzi nauki (rozdział IV). Dokument kończy się wezwaniem do ożywienia studiów nad doktryną Augustyna oraz jego kultu.